# Mayra Verheyen
Maria (Mayra) Verheyen ('s-Hertogenbosch, 26 april 1954) is een Nederlands schrijfster.
Verheyen studeerde in 1984 af aan de Filmacademie. Ze debuteerde in 1991 met de roman Doe maar Lissabon (ISBN 90 214 8506 0, Querido), een bildungsroman die de ontwikkeling van een jonge vrouw op weg naar spirituele zelfstandigheid beschrijft.
Enkele gedichten van haar verschenen in Lust en Gratie, De Tweede Ronde en De Gids.
- Digitale Bibliotheek voor de Nederlandse Letteren: verh034
- International Standard Name Identifier: 0000 0003 9120 2064
- Nederlandse Thesaurus van Auteursnamen: 070905665
- Virtual International Authority File: 284946023